# しんぼたくろう
しんぼ たくろうは日本の男性アニメーター。中村プロダクション所属。新保 卓郎（しんぼ たくろう）と表記される場合もある。
高瀬健一や中島達央とコンビで作画監督を担当する場合が多い。

## 参加作品

### テレビアニメ
1989年
- 魔動王グランゾート（1989年 - 1990年、原画）
- 獣神ライガー（1989年 - 1990年、原画）

1990年
- 魔神英雄伝ワタル2（1990年 - 1991年、原画）

1991年
- 新世紀GPXサイバーフォーミュラ（作画監督・原画）

1992年
- ママは小学4年生（作画監督・原画）
- 超電動ロボ 鉄人28号FX（1992年 - 1993年、原画）
- 元気爆発ガンバルガー（1992年 - 1993年、原画）

1993年
- 機動戦士Vガンダム（1993年 - 1994年、作画監督・原画）

1994年
- 機動武闘伝Gガンダム（1994年 - 1995年、作画監督〈共同〉・原画）

1995年
- 獣戦士ガルキーバ（作画監督）
- 機動戦士ガンダム（SS/1995年、作画監督補〈共同〉・原画）
- 怪盗セイント・テール（1995年 - 1996年、原画）

1996年
- るろうに剣心 -明治剣客浪漫譚-（作画監督）
- 快傑ゾロ（1996年 - 1997年、作画監督）
- 超者ライディーン（1996年 - 1997年、作画監督・原画）

1997年
- マスターモスキートン'99（1997年 - 1998年、作画監督〈共同〉 ）

1998年
- ブレンパワード（作画監督）
- センチメンタル・ジャーニー（作画監督・原画）
- 星方武侠アウトロースター（作画監督〈共同〉・原画）
- カウボーイビバップ（作画監督）
- ガサラキ（1998年 - 1999年、作画監督）

1999年
- ∀ガンダム（1999年 - 2000年、作画監督〈共同〉）
- 星方天使エンジェルリンクス（作画監督）
- THE ビッグオー The first season（1999年 - 2000年、作画監督〈共同〉）

2000年
- アルジェントソーマ（2000年 - 2001年、作画監督〈共同〉）
- BRIGADOON まりんとメラン（2000年 - 2001年、作画監督〈共同〉・原画）
- GEAR戦士電童（2000年 - 2001年、作画監督〈共同〉）

2001年
- スクライド（作画監督）
- サイボーグ009 THE CYBORG SOLDIER（2001年 - 2002年、原画）
- 激闘!クラッシュギアTURBO（2001年 - 2003年、作画監督〈共同〉）

2002年
- 機動戦士ガンダムSEED（2002年 - 2003年、作画監督〈共同〉）
- OVERMANキングゲイナー（2002年 - 2003年、作画監督〈共同〉）

2003年
- 出撃!マシンロボレスキュー（2003年 - 2004年、作画監督〈共同〉）
- クラッシュギアNitro（2003年 - 2004年、作画監督〈共同〉・原画）

2004年
- プラネテス（作画監督）
- ゆめりあ（原画）
- ケロロ軍曹（2004年 - 2011年、作画監督〈共同〉・原画）
- 機動戦士ガンダムSEED DESTINY（2004年 - 2005年、作画監督〈共同〉）

2005年
- クラスターエッジ（2005年 - 2006年、作画監督〈共同〉）

2006
- ゼーガペイン（作画監督）
- コードギアス 反逆のルルーシュ（2006年 - 2007年、作画監督）

2007年
- アイドルマスター XENOGLOSSIA（作画監督）
- 機動戦士ガンダム00（2007年 - 2008年、作画監督（キャラクター）・原画）

2008年
- コードギアス 反逆のルルーシュR2（作画監督〈キャラ作監〉・原画）
- 機動戦士ガンダム00 〜セカンドシーズン〜（2008年 - 2009年、作画監督〈キャラクター〉・原画）

2009年
- 宇宙をかける少女（作画監督（キャラクター））

2010年
- ひめチェン!おとぎちっくアイドル リルぷりっ（原画）

2011年
- プリティーリズム・オーロラドリーム（作画監督）
- ロウきゅーぶ!（ED原画）
- BLOOD-C（原画）
- 機動戦士ガンダムAGE（作画監督）
- 境界線上のホライゾン（作画監督）
- ラストエグザイル-銀翼のファム-（作画監督・原画）

2012年
- 超速変形ジャイロゼッター（作画監督〈共同〉）

2013年
- ラブライブ!（2013年 - 2014年、作画監督）
- 聖闘士星矢Ω（作画監督）
- 新世界より（作画監督）
- 這いよれ! ニャル子さんW（作画監督）
- たまゆら〜もあぐれっしぶ〜 ED原画）
- 犬とハサミは使いよう（作画監督・ED原画）
- 戦姫絶唱シンフォギアG（作画監督〈共同〉・原画）
- ガッチャマン クラウズ（作画監督）
- 銀の匙 Silver Spoon（作画監督）
- ポケットモンスター THE ORIGIN（作画監督〈共同〉）
- ガンダムビルドファイターズ（作画監督・OP原画）

2014年
- フューチャーカード バディファイト（作画監督）
- ディーふらぐ!（作画監督）
- 神々の悪戯（作画監督）
- オレカバトル（作画監督）
- ガンダムビルドファイターズトライ（作画監督・原画）

2015年
- 境界のRINNE（2015年 - 2017年、作画監督）
- アイカツ!（作画監督）
- 機動戦士ガンダム 鉄血のオルフェンズ（2015年 - 2017年、キャラクター作画監督）
- ルパン三世 PART IV（作画監督・原画）
- Dance with Devils（作画監督〈共同〉）

2016年
- 蒼の彼方のフォーリズム（作画監督〈共同〉）
- 聖戦ケルベロス 竜刻のファタリテ（作画監督〈共同〉）
- SERVAMP-サーヴァンプ-（作画監督〈共同〉）
- 私がモテてどうすんだ（作画監督）

2017年
- SUPER LOVERS 2（作画監督）
- ラブライブ!サンシャイン!!（作画監督）

2018年
- 学園ベビーシッターズ（作画監督）
- ガンダムビルドダイバーズ（作画監督）
- 学園BASARA（作画監督）
- アイカツフレンズ!（作画監督・原画）

2019年
- グリムノーツ The Animation（作画監督）

2020年
- 半妖の夜叉姫（作画監督）

2021年
- SCARLET NEXUS（作画監督）

2022年
- ゴールデンカムイ（作画監督）
- 魔入りました!入間くん（作画監督）
- 機動戦士ガンダム 水星の魔女（キャラクター作画監督）

2023年
- 虚構推理 Season2（作画監督）
- BIRDIE WING -Golf Girls' Story-（作画監督・原画）
- め組の大吾 救国のオレンジ（作画監督）

2024年
- 魔王の俺が奴隷エルフを嫁にしたんだが、どう愛でればいい?（作画監督）

2025年
- Aランクパーティを離脱した俺は、元教え子たちと迷宮深部を目指す。（作画監督）
- 魔神創造伝ワタル（作画監督）
- 空色ユーティリティ（作画監督）
- 出禁のモグラ（作画監督）

### 劇場アニメ
- アキラ（1988年、動画）
- NEMO/ニモ（1989年、動画）
- 映画ジュエルペット スウィーツダンスプリンセス（2012年、作画監督）
- 劇場版 トリニティセブン -悠久図書館と錬金術少女-（2017年、作画監督）

### OVA
- 鴉天狗カブト（1992年、原画）
- 覇王大系リューナイト アデュー・レジェンド（1995年 - 1996年、作画監督・原画）
- 新海底軍艦（1995-1996年、原画）
- 新世紀GPXサイバーフォーミュラ EARLYDAYS RENEWAL（1996年、作画監督・原画）
- スクールランブルOVA一学期補習（2005年、原画）
- 装甲騎兵ボトムズ Case;IRVINE（2010年、原画）

### Webアニメ
- ガンダムビルドダイバーズRe:RISE（2020年、キャラクター作画監督）